# Prosimulium isos
Prosimulium isos är en tvåvingeart som beskrevs av Rubtsov 1956. Prosimulium isos ingår i släktet Prosimulium och familjen knott. Inga underarter finns listade i Catalogue of Life.